# Episodi di Outrageous Fortune - Crimini di famiglia (quinta stagione)
La quinta stagione della serie televisiva Outrageous Fortune - Crimini di famiglia è stata trasmessa in anteprima in Nuova Zelanda da TV3 tra il 2 giugno 2009 e il 6 ottobre 2009.
| nº | Titolo originale                                | Titolo italiano | Prima TV Nuova Zelanda | Prima TV Italia |
| -- | ----------------------------------------------- | --------------- | ---------------------- | --------------- |
| 1  | All My Sins Remember'd                          |                 | 2 giugno 2009          |                 |
| 2  | The Fatness of These Pursy Times                |                 | 9 giugno 2009          |                 |
| 3  | A Rat, A Rat                                    |                 | 16 giugno 2009         |                 |
| 4  | Drive His Purpose                               |                 | 23 giugno 2009         |                 |
| 5  | What Company at What Expense?                   |                 | 30 giugno 2009         |                 |
| 6  | We Will Our Kingdom Give                        |                 | 7 luglio 2009          |                 |
| 7  | Inform Against Me                               |                 | 14 luglio 2009         |                 |
| 8  | Some Vicious Mole of Nature                     |                 | 21 luglio 2009         |                 |
| 9  | Honour's at the Stake                           |                 | 28 luglio 2009         |                 |
| 10 | O Villany!                                      |                 | 4 agosto 2009          |                 |
| 11 | A Serpent Stung Me                              |                 | 11 agosto 2009         |                 |
| 12 | Unpack My Heart                                 |                 | 18 agosto 2009         |                 |
| 13 | Constant to My Purpose                          |                 | 25 agosto 2009         |                 |
| 14 | The Power to Charm                              |                 | 1º settembre 2009      |                 |
| 15 | Mine Own Room                                   |                 | 8 settembre 2009       |                 |
| 16 | O Wonderful Son (That Can So Astonish a Mother) |                 | 15 settembre 2009      |                 |
| 17 | They Bleed on Both Sides                        |                 | 22 settembre 2009      |                 |
| 18 | How Like an Angel!                              |                 | 29 settembre 2009      |                 |
| 19 | I Have a Daughter                               |                 | 6 ottobre 2009         |                 |